# Cronberry
Cronberry est un hameau situé au nord-est de Cumnock et à environ 1,6 km de Lugar, dans l'East Ayrshire, en Écosse.

## Histoire

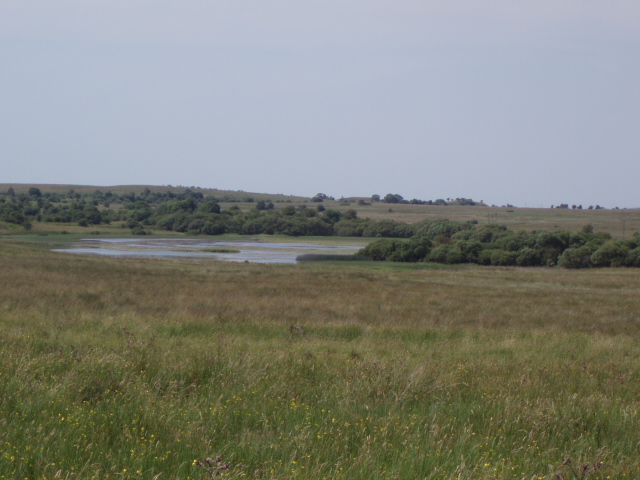
Les Lochs de Lugar vus de Cronberry.

Cronberry possède un « Women's Rural Institute » qui tient ses réunions dans l'ancienne école.
Diane et Holly Fallon ont été assassinés en 2009 par un ancien militaire, Thomas Smith, qui a été condamné à un minimum de 32 ans derrière les barreaux.

### Le village de mineurs
Le village, dans la paroisse d'Auchinleck, a eu son école et, dans les années 1880, une population de 799 habitants,.
Construit dans les années 1860 par la compagnie « Eglinton Iron », Cronberry a eu jusqu'à sept quartiers de mineurs, sans véritables rues ou places. Le dos des uns faisant face à la devanture des autres. L'un des quartiers possédait un magasin, organisé en coopérative, dépendance du magasin de Lugar. Ensuite, le magasin, ainsi que l'école eurent un semblant d'autonomie, après la construction d'une nouvelle école en 1931, l'ancienne devenant la maison communale.
Mortonmuir Park se tient de chaque côté de la route de Store Row, il est célèbre pour avoir été le terrain de football de l'équipe du Cronberry Eglinton
En 1913, la population était d'environ 600 habitants, sans un seul lave-linge pour toute la localité. Seul Store Row, No. 7, se chauffait au charbon et était construit en pierre, les autres étaient en brique. Les sentiers, devant les maisons n'étaient pas pavés à l'époque et, en hiver, se transformaient en véritable bourbier. L'alimentation en eau se faisait par gravitation, avec deux puits par quartier. Rows 4 et 6 avaient des toits en feutre goudronné et s'appelaient alors 'Tarry Rows'. Ils ont été démolis dans les années 1920.
William Baird & Co possédaient le village. Les plus vieux quartiers ont été démolis et les habitants transférés à Lugar. Les maisons de Riverside Terrace étaient plus modernes, datant des années 1920, elles ont été transformées en habitations privées.

### Sites industriels
Les vestiges des mines de « Cronberry Moor » se trouvent au nord-est de Cronberry village . La mine de Mortonmuir a été entreprise en 1948 et a produit en 1950, c'est une des mines de la « National Coal Board » ; elle a fermé après seulement quatre années d'exploitation.
Dans les années 1880, une mine de fer a été exploitée, tout comme une carrière d'argile et une fabrique de tuiles.

### Les Covenantaires
Le monument « Cameron Stone », près d'Airds Moss, a été dressé à la mémoire du Révérend Richard Cameron et huit autres soldats des Covenantaires tués dans la « Battle of Airds Moss » contre une troupe de dragons en juillet 1680. Le mémorial se trouve près de Muirkirk, il a été restauré en 2005.
Le village n'a jamais possédé sa propre église.

### Archéologie
Des fouilles à Cronberry ont révélé un site médiéval. Une construction entourée d'un enclos, non datée précisément. Des poteries et des pavés d'avant le XVIe siècle ont été mis au jour.

## Micro-histoire
Bill Shankly (OBE) a joué au « Cronberry Eglinton football club » dans sa jeunesse.
La « Bellow Water » coule près de la localité.

## Transports
Cronberry se trouve sur la route « Turnpike », de Muirkirk à Ayr. Des bornes en pierre, typiques de l'Ayrshire, subsistent. Elles ont un sommet pyramidal, sur une base carrée mais ont la forme d'un diamant. Ces bornes, s'ajoutaient à celles mises en place à chaque mile, et indiquaient en même temps la direction et la distance. Leur lettres et leur style sont particulièrement originaux.
La gare proche de Cronberry faisait au début partie de la ligne de chemins de fer de la « Glasgow, Paisley, Kilmarnock and Ayr Railway ». Elle a ouvert le 9 août 1848 et fermé le 10 septembre 1951.